# Wim Omloop
Wim Omloop (* 5. Oktober 1971 in Herentals, Flandern) ist ein ehemaliger Radrennfahrer. Er war von 1993 bis 2001 Profi.

## Sportliche Laufbahn
Nachdem Omloop bei den Amateuren 1992 die Flandern-Rundfahrt U23 und die Belgische Meisterschaft gewonnen hatte, nahm er an den Olympischen Spielen in Barcelona teil.
1993 wechselte Roosen zu den Profi und wurde beim De Kustpijl Zweiter und bei Binche-Tournai-Binche Vierter. Im Folgejahr konnte er neben seinen Siegen bei Grote Prijs Marcel Kint und Gullegem Koerse noch Zweiter bei Grote Prijs Stad Zottegem und Dritter bei Halle–Ingooigem werden. 1995 konnte er sich als Dritter beim Liedekerkse Pijl platzieren. 1996 und 1997 sind keine weiteren nennenswerten Platzierungen bekannt.
1998 war vermutlich seine erfolgreichste Saison, gemessen an erreichten Punkten. Er siegte im Grote Prijs Stad Sint-Niklaas. Neben seinen Siegen wurde Omloop jeweils Zweiter bei Omloop van het Waasland, beim De Kustpijl, Omloop van de Westhoek, Omloop Vlaamse Scheldeboorden, jeweils Vierter bei Nationale Sluitingsprijs und den nationalen Meisterschaften im Straßenrennen, sowie Sechster beim Scheldeprijs. 1999 siegte er im Eintagesrennen Flèche Hesbignonne-Cras Avernas und wurde er Dritter bei der Ronde van Midden-Zeeland.
2000 wurde er jeweils Zweiter bei GP Rudy Dhaenens, GP de Villers-Cotterets und Halle–Ingooigem. Nach April 2001 beendete er seine Karriere.

## Familiäres
Sein Vater Henri Omloop, sein Onkel Marcel Omloop und sein Cousin Geert waren ebenfalls professionelle Radfahrer.

## Erfolge
1993
- Nationale Sluitingsprijs
- GP Zele
- Grand Prix de Hannut

1994
- Gullegem Koerse
- Grote Prijs Marcel Kint

1996
- GP Briek Schotte

1997
- Omloop van het Waasland

1999
- Halle–Ingooigem
- Omloop der Kempen

2000
- eine Etappe Niederlande-Rundfahrt
- Omloop van de Gouden Garnaal